# プラハ (スロバキア)
プラハ（スロバキア語: Praha、ハンガリー語: Gácsprága）は、スロバキア・バンスカー・ビストリツァ県ルチェネツ郡の村（基礎自治体）。スロバキア中央山脈、クラピンスカ平原東部のKlenického川の渓谷に位置する。人口は73人（2023年末推計）。

## 歴史
プラハが初めて言及されたのは1451年である。村は15世紀にフス派の住民によって建設され、紋章にはフス派の特徴的な聖杯が描かれている。名前はチェコの首都プラハに由来するとも、牧草地を燃やした際の pražoviská が変化したものともいわれている。
1773年と1786年はPraga、1808年はPrágaまたはPraha、1863年から1902年まではPrága、1907年から1913年まではGácsprága、1920年はPrágaまたはPrahaとも呼称された。Prahaとなったのは1927年以降と考えられている。

## 住民
2023年12月31日の推計によると人口は73人である。
2021年国勢調査によると人口は75人で、民族別にみるとスロバキア人が70人、マジャール人が3人、チェコ人が1人であった。宗教別だと福音主義教会が26人、ローマ・カトリック教会が23人、無宗教が18人となっている。

## 名所
- Evangelical Church of the Augsburg Confession in Slovakia（ルーテル教会）の教会 - 1856年建造[8]
- スロバキアの民俗建築 - 1786年に建てられた木造の霊安室（国指定記念物[9]）

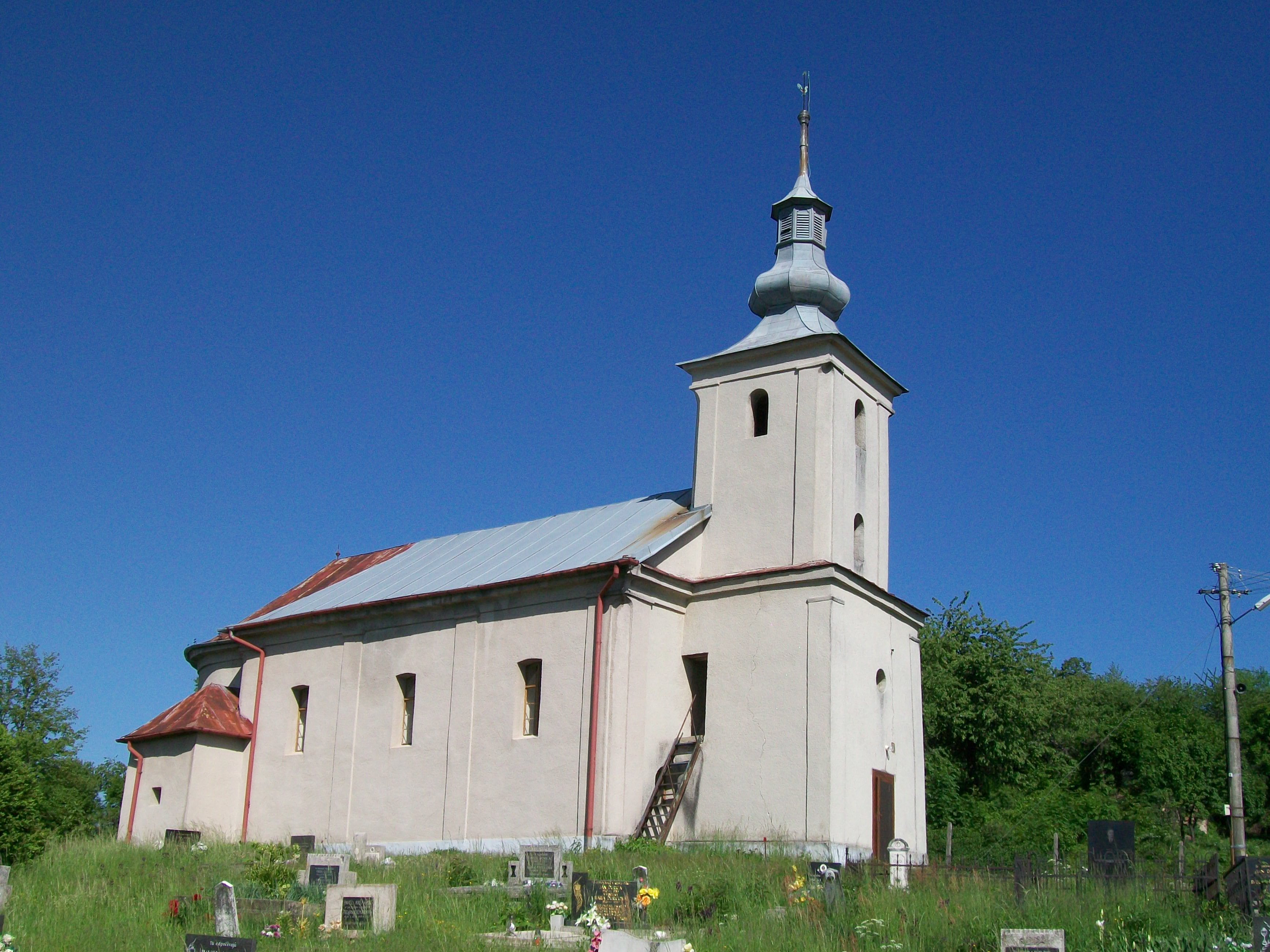
プラハの教会（2013年）
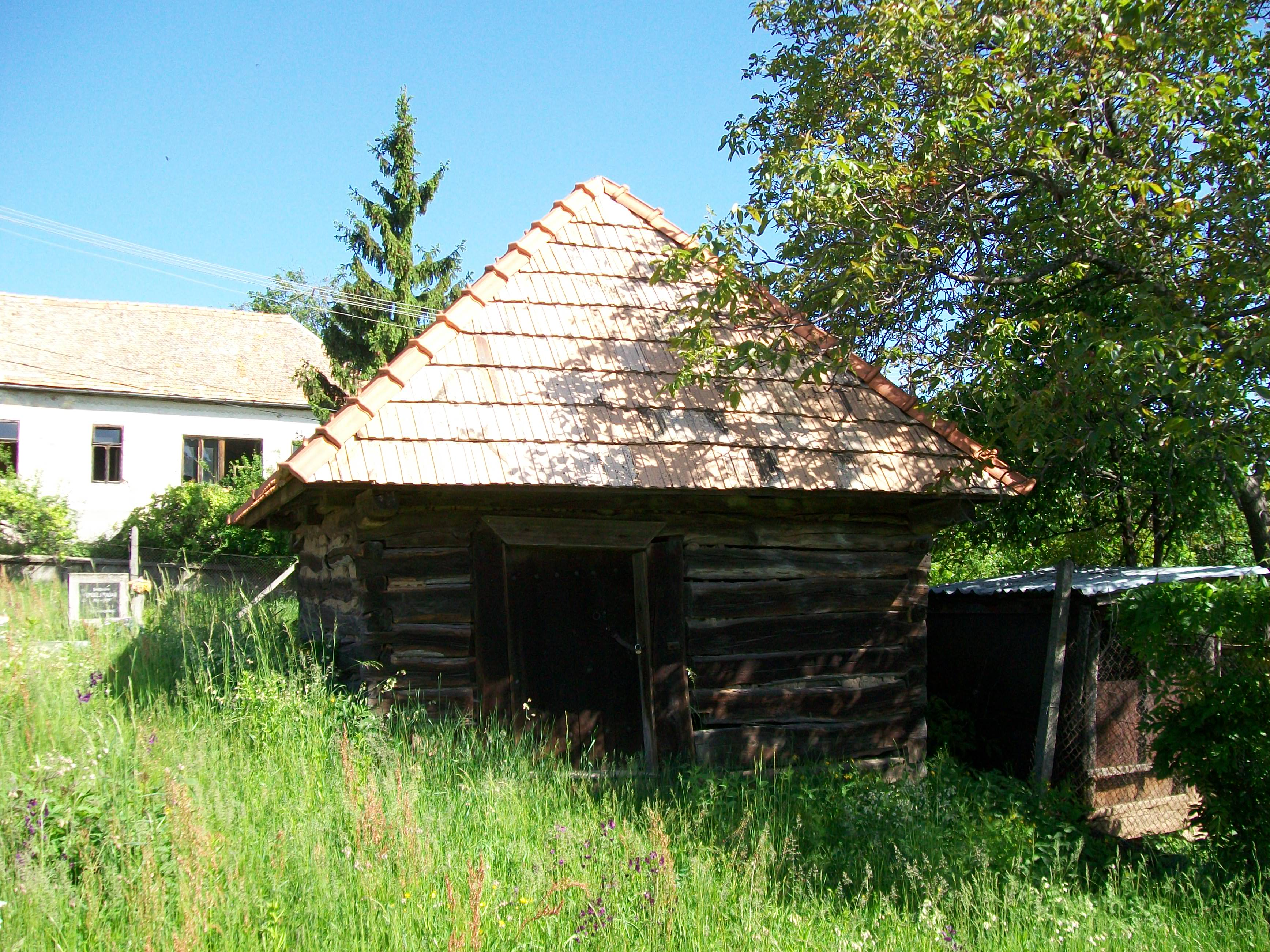
プラハの民俗建築（2013年）